# Mara (Hiszpania)
Mara – gmina w Hiszpanii, w prowincji Saragossa, w Aragonii, o powierzchni 21,09 km². W 2011 roku gmina liczyła 190 mieszkańców.